# 商業銀行
商業銀行（しょうぎょうぎんこう）は、業態分類による銀行の区分の一種で企業等との商業金融を行う銀行。国によっては法律で定義され、米国や中国などでは銀行制度上の業態分類に基づく銀行の区分の一つになっている。なお、商業銀行はcommercial bankの訳であるが、市中銀行や都市銀行の訳に使われることもある。

## 歴史と業態
商業銀行は短期の預金を資金源に短期の商業金融を行う一般の銀行のことをいう。商業銀行はイギリスで典型的な発達をみた銀行形態である。
ただし、銀行に関する金融制度は国により、銀行業務と証券業務の分離、長期金融と短期金融の分離、預金貸付業務と信託業務の分離に違いがある。銀行業務と証券業務に関しては、日本やアメリカでは銀行業と証券業の分離が図られているが、ヨーロッパの大陸諸国では兼営銀行制度がとられている。イギリスでも伝統的に銀行の業務範囲規制がなく、商業銀行が投資銀行業や非金融業を併営することも制度上は可能とされたが、世界金融危機後の銀行規制の改革の一環で2013年に消費者向けの預金受入業務を投資銀行業務から分離するリングフェンシング制度が導入された（2019年1月施行）。一方、日本の銀行制度では長期金融と短期金融の分離や預金貸付業務と信託業務の分離が原則になっているが、アメリカではこのような専門性や分業制はみられない。
「商業銀行」は日本でいう「普通銀行」に相当するものの、普通銀行も業務が多様化してきており、伝統的な意味での「商業銀行」と比較するとその域を超えたものになっているといわれている。

## 各国の制度

### 米国
銀行は銀行持株会社法（Bank Holding Companies Act）に定義されており、商業銀行には連邦法に基づく国法銀行（national bank）と州法に基づく州法銀行（state bank）がある二元銀行制度（Dual Banking System）である。銀行の多くは銀行持株会社（bank holding company）の傘下にある。

### 中国
1995年制定の商業銀行法で規定されており、大型商業銀行、株式制商業銀行、都市商業銀行、農村商業銀行に分類される。
- 大型商業銀行 - 国が100%出資する「国有商業銀行」がもとになっているが、株式会社への転換や株式上場が進んだため、分類名が「大型商業銀行」に変更された[1]。中国工商銀行、中国農業銀行、中国銀行、中国建設銀行、交通銀行がある[1]。
- 株式制商業銀行 - 中国全土で営業を行う商業銀行[1]。招商銀行など。
- 都市商業銀行 - 特定地域内で営業を行う商業銀行[1]。
- 農村商業銀行 - 農村信用組合から転換した商業銀行[1]。